# Communauté d’agglomération Plaine Vallée
Die Communauté d’agglomération Plaine Vallée ist ein französischer Gemeindeverband mit der Rechtsform einer Communauté d’agglomération im Département Val-d’Oise in der Region Île-de-France. Sie wurde am 25. November 2015 gegründet und umfasst 18 Gemeinden. Der Verwaltungssitz befindet sich im Ort Montmorency.

## Historische Entwicklung
Der Gemeindeverband entstand mit Wirkung vom 1. Januar 2016 durch die Fusion der Vorgängerorganisationen Communauté d’agglomération de la Vallée de Montmorency und Communauté de communes de l’Ouest de la Plaine de France. Zusätzlich schlossen sich die zwei Gemeinden Montlignon und Saint-Prix aus der Communauté d’agglomération Val et Forêt an, die zeitgleich ebenfalls aufgelöst wurde.

## Mitgliedsgemeinden
| Gemeinde                                 | Einwohner 1. Januar 2022 | Fläche km² | Dichte Einw./km² | Code INSEE | Postleitzahl |
| ---------------------------------------- | ------------------------ | ---------- | ---------------- | ---------- | ------------ |
| Andilly                                  | 2.691                    | 2,70       | 997              | 95014      | 95580        |
| Attainville                              | 1.834                    | 7,16       | 256              | 95028      | 95570        |
| Bouffémont                               | 6.565                    | 4,51       | 1.456            | 95091      | 95570        |
| Deuil-la-Barre                           | 22.903                   | 3,76       | 6.091            | 95197      | 95170        |
| Domont                                   | 16.075                   | 8,33       | 1.930            | 95199      | 95330        |
| Enghien-les-Bains                        | 11.594                   | 1,77       | 6.550            | 95210      | 95880        |
| Ézanville                                | 9.789                    | 5,19       | 1.886            | 95229      | 95460        |
| Groslay                                  | 8.378                    | 2,95       | 2.840            | 95288      | 95410        |
| Margency                                 | 2.954                    | 0,72       | 4.103            | 95369      | 95580        |
| Moisselles                               | 1.259                    | 1,46       | 862              | 95409      | 95570        |
| Montlignon                               | 2.966                    | 2,84       | 1.044            | 95426      | 95680        |
| Montmagny                                | 14.632                   | 2,91       | 5.028            | 95427      | 95360        |
| Montmorency                              | 21.677                   | 5,37       | 4.037            | 95428      | 95160        |
| Piscop                                   | 737                      | 4,08       | 181              | 95489      | 95350        |
| Saint-Brice-sous-Forêt                   | 15.209                   | 6,00       | 2.535            | 95539      | 95350        |
| Saint-Gratien                            | 21.297                   | 2,42       | 8.800            | 95555      | 95210        |
| Saint-Prix                               | 7.588                    | 7,93       | 957              | 95574      | 95390        |
| Soisy-sous-Montmorency                   | 18.068                   | 3,98       | 4.540            | 95598      | 95230        |
| Communauté d’agglomération Plaine Vallée | 186.216                  | 74,08      | 2.514            | –          | –            |